# Ropočevo
Ropočevo (Servisch cyrillisch Ропочево) is een plaats in de Servische gemeente Sopot. De plaats telt 2363 inwoners (2002).